# Leitnertal
Leitnertal är en dal i Österrike.   Den ligger i förbundslandet Tyrolen, i den centrala delen av landet, 300 km sydväst om huvudstaden Wien.
I omgivningarna runt Leitnertal växer i huvudsak barrskog. Runt Leitnertal är det ganska glesbefolkat, med 30 invånare per kvadratkilometer.